# Microtus townsendii
Microtus townsendii es una especie de roedor de la familia Cricetidae.

## Distribución geográfica
Se encuentra en Canadá y Estados Unidos. 